# Верхняя Мактама
Ве́рхняя Мактама́ (тат. Югары Мактама) — село в Альметьевском районе Татарстана, административный центр Верхнемактаминского сельского поселения.

## География
Село находится в Восточном Закамье, в 2,5 км к югу от районного центра — города Альметьевска.

## История
По II ревизии (1747 г.) в деревне «Мактыбаш, что на речке  Мактыбаш» были учтены 8 душ мужского пола «иноверцев татар» , а также 93 души ясачных татар. По материалам III ревизии (1762 г.) здесь проживали 15 душ ясачных татар, ещё   90 душ ясачных татар входили в команду старшины Есупа (Юсупа) Надырова. В ревизских сказках этой сословной  категории название селения было обозначено «Мактабаш, что на речке Вершины Мактабы». Во время IV ревизии (1782 г.), в  деревне Махтамабаш насчитывалось 11 душ ясачных татар, а также 100 душ тептярей команды старшины Юсупа Надырова, которые по ревизии значились в деревне Верхней Махтаме. 
В «Списке населенных мест по сведениям 1859 года», изданном в 1864 году, населённый пункт упомянут как казённая и башкирская деревня Верхняя Мухтама (Мухтамабаш) 1-го стана Бугульминского уезда Самарской губернии. Располагалась при речке Мухтаме, по левую сторону Казанского почтового тракта из Бугульмы в Чистое Поле, в 43 верстах от уездного города Бугульмы и в 7 верстах от становой квартиры в казённой и башкирской деревне Альметева (Альметь-муллина). В деревне в 112 дворах жили 940 человек (487 мужчин и 453 женщины). Была мечеть.

## Население
Число жителей
| 1782 | 1795 | 1859 | 1897 | 1920 | 1926 | 1938 | 1949 | 1958 | 1970 | 1979 | 1989 | 2002 | 2010 | 2015 |
| ---- | ---- | ---- | ---- | ---- | ---- | ---- | ---- | ---- | ---- | ---- | ---- | ---- | ---- | ---- |
| 151  | 415  | 940  | 1316 | 1535 | 1250 | 1281 | 1116 | 1098 | 1111 | 966  | 750  | 934  | 1061 | 1037 |

Национальный состав села — татары.

### Комментарии
1. ↑  Расстояние измерено с помощью инструментария Яндекс.Карты
2. ↑  душа мужского пола